# Виндиш-Грец
Виндиш-Грец је презиме породице високих племића из Аустрије. Презиме се први пут помиње око 1220. године. Потичу из Виндишгреца, данашњег Словењ Градеца у Словенији. Окружен селима у којима се говори словеначки, некадашњи град Виндишгрец (или Виндишграц) претежно је имао становништво које је говорило немачким језиком.
Године 1551. породица Виндиш-Грец добила је статус фрајхера, тј. барона. Године 1682. унапређени су у статус Царских грофова (или Принчева Светог римског царства). 1804. године унапређени су у статус Царских кнезова. Њихова кнежевска титула је 1822. године потврђена у Аустрији, a два брата су потом основали сваки своју лозу. Од 1574. породица је имала Инколате (завичајна права) у Бохемији, где су стекли разна имања. Године 1781. породица је купила оно што је требало да постане њихово седиште, западнобохемски посед Тахов. Породица је 1804. године стекла царска имања Сиген и Еглофс у Алгауу да би успоставила Кнежевину Виндиш-Грец. Међутим, ова кнежевина је већ 1806. била припојена Краљевини Виртемберг, у складу са Законом о Рајнској конфедерацији.
Поседи у Бохемији и Словенији су делимично изгубљени 1918. године, а потпуно су изгубљени 1945. Значајне некретнине које су припадале овој породици још увек се налазе у Аустрији, Италији, Немачкој и Мађарској.

## Историјат

### Порекло
Породица је вероватно из рода фон Диенгена из баварске жупаније Волфратсхаузен, који су дошли на штајерски Посед Виндишграц као изасланици грофова Андешких. Тамо се први пут појављују у документу од 1218. до 1222. године са Ритером (витезом) Вернхардусом де Грецеом. Непрекинута породична лоза почиње од Конрада фон Виндишграца, који се појављује у документима из 1299. и који умире пре 25. септембра 1339. Конрад је 1323. године био управитељ Штајерске.
Године 1251. Виндишграц је са својом владајућом елитом припојен као дар Аквилејској патријаршији. 1270. године, војвода од Штајерске, Отокар II од Чешке, запосео је Виндишграц. Од тада су племићи од Виндиш-Граца били слуге разних војвода од Штајерске. Војводе (Херцези, Херцеги) су столовали у тврђави Ротентурм у Виндишграцу. Међутим, када се област вратила Аквилеји 1341. године, патријарх ју је одмах уступио грофовима од Пфанберга.

Од 1315. до 1605. године у власништву породице био је дворац Обертал у Штајерској. До 1569. поседовали су и суседни замак Унтертал, од 1468. до 1630. Валдштајн, и од 1589. до 1629. дворац Рабенштајн у Штајерској. Породица Виндиш-Грац је од 1619. до 1821. поседовала и замак Зелтенхајм у Корушкој, који је слабо био коришћен, па је постепено пропадао. Године 1576. Панкрац фон Виндишгрец купио је Траутмансдорф ан дер Лајта у Доњој Аустрији.
- Дворац Обертал на бакропису из 1679. године
- Дворац Зелтенхајм на бакропису из 1680. године

### Породица Виндиш-Грец у Бохемији
Године 1574. породица је добила Инколате (завичајно право) у Бохемији. С тим правом су стекли могућност стицања сеоских добара, право учешћа у државним саборима и конкурисања за функције које су биле резервисане за чланове државних поседа. Као и већина водећих племића Хабзбуршког царства, господари Виндишгреца су у конфесионалној ери прешли на протестантизам и тако стали у опозицију хабзбуршким владарима. Због тога је Фридрих Фрајхер фон Виндиш-Грец морао да напусти Штајерску и имање које је било у породичном власништву од 1468. године. Напустили су замак Валдштајн, замак Рабенштајн и палату у Саурау у Грацу (изграђену 1564. године) и преселили се у Траутмансдорф. Породица је 1693. године стекла замак Ротлхота у јужној Бохемији, који је држала до 1755. године. 1699. године породица је у Моравској стекла замак Преров и поседе у Чекињу (чеш. Čekyně) и Забештњи Лхоти.
- Дворац Валдштајн на типографији из 1681. године.
- Данашњи изглед замка Црвена Лхота
- Данашњи изглед палате Преров.
- Данашњи изглед палате Чекиње.

Дипломата Готлиб Амадеус (1630—1695) поново је прешао у католицизам 1682. и исте године је унапређен у чин царског грофа. Године 1654. наследио је Траутмансдорф од свог рођака Фридриха, а 1679. је стекао посед Гецендорфа, 1682. дворац Светог Петра ин дер Ау у Доњој Аустрији, а 1695. Преров у Моравској. Међутим, није успео да оствари непосредну царску власт, због чега се сумњало у његову оданост царству, иако је био главни комесар у Рајхстагу у Регензбургу. Године 1693. постао је царски вицеканцелар. Његов син Ернст Фридрих (1670—1727) постао је председник Царског дворског савета 1714. и министар Државе и конференције од 1724. Кроз бракове је стекао поседе Рот-Лхота у јужној Бохемији и Леополдсдорф код Беча. Његов брат, дипломата Леополд Јохан Викторин (1686—1746) наследио је Траутмансдорф. Од 1755. Палата Виндиш-Грец је постала његова резиденција у престоници аустријског царства — Бечу.
Унук Леополда Јохана Викторина, царски гроф Јозеф-Никлас од Виндиш-Греца (1744—1802), морао је 1756. године да прода Рот-Лхоту и Траутмансдорф због презадужености свога деде. Међутим, године 1781. након венчања са принцезом фон Аренберг, стекао је (вероватно од мираза своје жене), посед Тахов са бројним насељима. Тамо је основао железару Лучина и парк природе Обора, замак Чтенице у близини Прага, и у јужној Бохемији, замак и посед Штјекењ са имањем Младјејовице. Од 1787. године замак Тахов је преуређен у класицистичком стилу.

#### Старије лозе
Најстарији син Јозефа-Никласа Алфред I од Виндиш-Греца, наследник Тахова и Штјекења, унапређен је у чин царског кнеза (принца) 1804. године. Већ 1805. године учествовао је у походу против Наполеона (Трећи, Пети и Шести Коалициони рат). Године 1804. стекао је имања Сиген и Еглоф у Алгауу. Тада је успео да заузме место у Царском савету кнезова, које је, међутим, распуштено две године касније. Алфред I је касније постао познат по својој улози током гушења Револуције 1848/49 у Аустријском царству, што га је учинило озлоглашеном фигуром међу либералима и демократама. Као градски заповедник Прага, командовао је гушењем Устанка у Прагу 1848. године, када је убијена његова супруга, а његов син Алфред био рањен. Током Октобарског устанка у Бечу добио је врховну команду од аустријског цара. Дана 31. октобра 1848. војска је под његовим вођством ушла у Беч и помогла контрареволуцији да победи. Учествовао је и у покушају гушења Мађарског устанка за независност у марту 1849. године.
Кнез Алфред I је планирао велики замак у данашњем округу Светце у близини Тахова, уместо тамошње манастирске цркве, али је завршетак овог замка прекинут након његове смрти. Кнез Алфред је 1825. године купио манастир и имање у близини града Кладрау у Бохемији за 275.500 златника из Фонда за обнову манастира и јачање религије. У некадашњем манастирском комплексу постављено је гробно место породице Виндиш-Грец, у које су 1886. године пренети ковчези принца Алфреда I и његове супруге.
Алфреда I је наследио син, кнез Алфред II од Виндиш-Греца (1819—1876), који је у Кладрауу подигао пивару. Његов син, кнез Алфред III од Виндиш-Греца (1851—1927) био је политичар лојалан Хабзбурговцима и члан парламента у Краљевини Бохемији, те је због тога био критикован од стране прогресивних бохемских кругова. Од 1893. до 1895. био је премијер Аустрије у коалиционој влади. Године 1897. изабран је за председника Дома лордова, и ту функцију је обављао до краја Царства 1918. године. Његов син, наследни кнез Винценц (1882—1913), трагично је преминуо у Риму. Као резултат Првог светског рата и накнадне земљишне реформе у првој Чехословачкој Републици, 1919. године кнез Алфред III је изгубио значајан део својих бохемских и моравских поседа, али не и замак у Тахову. Године 1922. продао је замак Штјекењ. Одбио је чехословачко држављанство, оставши искључиво Аустријанац.
После смрти Алфреда III 1927. у Тахову, велики део преостале имовине (16.504 хектара у Чехословачкој, 2.695 хектара у Југославији и 342 хектара у Сигену и Еглофу), по реду наследства по мушкој линији, наследио је његов нећак Лудвиг Аладар (1908—1990), унук једног од браћа Алфреда II. Потомство Алфреда II од 1875. године живи у дворцу Ракочи у Шарошпатаку Мађарској. Остатак наследства подељен је између четири ћерке Алфреда III.

Пошто је у Тахову још увек жива била удовица Алфреда II, Лудвиг Аладар се преселио у некадашњи манастир Кладрау (чеш. Kladruby) и овде оставио обимну библиотеку и породичну архиву. После смрти удовице 1933. године, њени наследници су продали палату у Бечу, која је до тада била њихова резиденција. 1945. године сва добра је држава запленила: Тахов, Кладрау и Шарошпатак. Лудвиг Аладар је задржао само мало имање у Алгауу; тамошњи замак Сиген се већ срушио 1830. године. У Алгауу је у 20. веку подигнута је стамбена зграда, која је сада у власништву сина Лудвига Аладара, Лудвига Антона грофа од Виндиш-Греца (рођеног 1942. године), коме припадају земљиште и шумски поседи као садашњој глави породице.
- Данашњи изглед палате Штекењ.
- Данашњи изглед манастира Кладруби.
- Данашњи изглед замка Ракочи.
- Некадашњи изглед замка Ракочи.
- Палата Виндиш-Грец на снимку из 2007. године

##### Кнежеви (принчеви) из старије лозе
1. Алфред I (1787—1862), од 1804. први кнез од Виндиш-Греца
2. Алфред II (1819—1876), други кнез од Виндиш-Греца
3. Алфред III (1851—1927), трећи кнез од Виндиш-Греца
4. Лудвиг Алфред (1882—1968), четврти кнез од Виндиш-Греца
5. Лудвиг Аладар (1908—1990), пети кнез од Виндиш-Греца
6. Лудвиг Антон (1942-), шести кнез од Виндиш-Греца

#### Млађа лоза
Млађи брат принца Алфреда I звао се Верианд (1790—1867). Верианд је основао млађу лозу куће Виндиш-Грец, на чијем челу је носио и наследну титулу аустријског кнеза од 1822. године.
Млађа лоза се дели на две гране:
1. Аустријска грана, која је од тада најистакнутија грана породице Виндиш-Грец због веза са аустријском царском породицом.
2. Италијанска грана.

Потомци млађе лозе, и даље живе широм Аустрије и спадају међу ретке племићке породице које и данас управљају великим поседима.
Средствима са имања мајке принца Верианда од Виндиш-Греца стечени су бројни дворци у данашњој Словенији, од којих су неке убрзо продати. Седишта су били дворац Хасберг у Крањској (данас место Планина у општини Постојна) и замак Гонобиц (данас Словенске Коњице), добијен 1826. године, у чијем саставу је био и Картузијански самостан Жиче. Кратко време је поседовао дворац Жамберк са Хелвиковицама, дворац Подсреда (Змајев дворац) у Козју. 1846. године је преузео Предјамски Замак, а 1853. године у посед ове лозе дошао је и дворац Вагенсберг (данас Богеншперк у Литији у Словенији). Веријандов син, кнез Хуго (1823—1904), оженио се 1849. Луизом, ћерком великог војводе од Мекленбурга.

Веријандов праунук, кнез Максимилијан (1914—1976), протеран је из Југославије 1945. године. Оженио се 1946. Италијанком Маријом Луизом Сере де Жераче (итал. Maria Luisa Serre de Gerace) и тиме је породичну грану преселио у Италију. Тренутно главни у овој грани је Маријано Хуго гроф од Виндиш-Греца (рођен 1955.), који живи у Риму и својој палати у Сант'Анђело д'Алифе. Маријано је ожењен Софијом (рођеном 1959.), из лозе Хабзбург-Лотаринга, унуком Максимилијана Еугена од Аустрије. Маријанова сестра Максимилијана (рођена, 1952.) удата је за Хајнриха грофа од Фурстенберга (рођен 1950.).
- Некадашњи изглед дворца Хошперк
- Некадашњи изглед дворца у Словенским Коњицама
- Данашњи изглед самостана Жиче
- Предјамски замак, снимак из 2012. године
- Дворац Богеншперк, снимак из 2005. године

##### Кнежеви (принчеви) из млађе лозе
1. Верианд (1790—1867), од 1822. први кнез од Виндиш-Греца
2. Хуго Алфред (1823—1904), други кнез од Виндиш-Греца
3. Хуго Верианд (1854—1920), трећи кнез од Виндиш-Греца
4. Хуго Винсент (1887—1959), четврти кнез од Виндиш-Греца
5. Максимилијан Антон (1914—1976), кнез гроф од Виндиш-Греца
6. Маријано Хуго (1955-), шести кнез од Виндиш-Греца

## Грбови

### Породични грб
Главни грб приказује црвеном бојом главу и врат сребрног вука са златним језиком. Штит је насликан на шлему са црвеним и сребрним плаштом.

### Грофовски грб
Грб царског грофа, додељен 1557. године, је раздвојен и прекривен централним штитом (део грба породице Граднер). Грб приказује црвени штит у срцу, унутар којег је златна рибља кост, сребрном троструком заставом једне цркве са три сребрна прстена.
Грб има три шлема. Десно је главни шлем. Шлем на средини, црвеном и сребрном покрива три црвена нојева пера, прекривена рибљом кости која лежи. Шлем на левој страни, црном и златном покрива округлу црну плочу, прекривену са шест златних прстенова.

### Кнежевски грб
Кнежевски грбови из 1804. и 1822. године приказују царски грофовски грб из 1557. године са кнежевском капом и кнежевском мантијом. Као држачи штита, приказана су два сребрна вука.
- Кнежевски грб породице Виндиш-Грец из 1804. године.
- Породични грб Виндиш-Греца из 1901. године.

## Листа неких знаменитих чланова породице Виндиш-Грец
- Готлиб фон Виндиш-Грец (1630—1695), политичар и дипломата у царској хабзбуршкој служби
- Ернст Фридрих фон Виндиш-Грец (1670—1727); политичар и дипломата у царској хабзбуршкој служби[15]
- Гроф Адам Фердинанд фон Виндиш-Грец (1675—1730), царски фелдмаршал
- Леополд Јохан Викторин фон Виндиш-Грец (1686—1746), царски изасланик у Хагу, царски коморник и тајни саветник[16]
- Јосзеф-Никлас од Виндиш-Греца (1744—1802), коморник Марије Антоанете[17]
- Алфред I од Виндиш-Греца (1787—1862), први кнез (стара лоза), аустријски фелдмаршал
- Алфред II од Виндиш-Греца (1819—1876), други кнез (стара лоза), генерал аустријске војске
- Алфред III од Виндиш-Греца (1851—1927), трећи кнез (стара лоза), аустријски политичар
- Мари, принцеза Виндиш-Греца (1856—1929), преко брака унапређена у Војвоткињу од Мекленбурга (Шверин), археолог
- Ото од Виндиш-Греца (1873—1952), рођак принца Алфреда III, оженио се надвојвоткињом Елизабетом Мари од Аустрије (1883—1963), ћерком престолонаследника Рудолфа
- Лудвиг od Виндиш-Греца (1882—1968), мађарски политичар и министар
- Ернст Верианд Виндиш-Грец, сликар и писац (1905—1952)
- Маријано Хуго Виндиш-Грец (1955 —), шести кнез (млађа лоза), амбасадор Малтешког реда у Словачкој и Словенији
- Михаела Виндиш-Грец (1967 —), аустријска универзитетска предавачица и правница